# Spheciellus aenigmaticus
Spheciellus aenigmaticus (лат. ) — ископаемый вид мелких сфекоидных ос, единственный в составе рода Spheciellus и семейства Spheciellidae из мелового бирманского янтаря (Мьянма).

## Описание
Мелкие осы, длина около 4 мм. Тело вытянутое, голова широкая, усики очень длинные (в 3 раза длиннее головы).
Нотаули обозначены как неглубокие бороздки; мезококсальный киль отсутствует; парные доли на внутренней стороне
вершин заднего тазика одинакового размера, без вершинного отростка; наружный и внутренний мыщелки задних бёдер одинакового размера, без апикального отростка. Имеется полная мезэпистернальная борозда, которая достигает средней линии тела вентрально. Переднее крыло содержит несколько ячеек: три субмаргинальные ячейки (1-я крупнее 2-й и 3-й, 2-я и 3-я примерно равны по размеру), 2-я кубитальная, 1-я и 2-я медиальные ячейки; жилка 1m-cu оканчивается на 1-й субмаргинальной ячейке, и жилка 2m-cu заканчивается на 3-й субмаргинальной ячейке; маргинальная ячейка значительно длиннее птеростигмы, её вершина заостренная; костальная ячейка немного шире ширины жилки С; жилки М и CuA расходятся дистальнее cu-a; 2-я абсцисса M + CuA короче cu-a. Жилка С заднего крыла отсутствует; жилка М расходится от CuA в cu-a:

## Классификация
Вид был впервые описан в 2021 году бразильскими энтомологами и выделен в отдельные род и семейство. Spheciellidae разделяет признаки с семействами Sphecidae, Crabronidae, Apidae и †Allommationidae.